# Philipp Jakob Becker
Philipp Jakob Becker (* 15. Juli 1763 in Pforzheim; † 13. August 1829 in Erlenbad, heute Sasbach) war ein deutscher Maler.

## Leben
Becker kam mit 17 Jahren nach Rom und schloss sich Raphael Mengs an, der indessen gleich darauf starb. Im Jahre 1785 kehrte er von Italien nach Baden zurück und ließ sich in Karlsruhe nieder. Becker wurde hier in der Folge großherzoglicher Hofmaler. 1784 wurde er von Markgraf Karl Friedrich mit der Leitung der Zeichenschule beauftragt. 1776 wurde die erste Galerie bezogen, nach der heute noch die Akademiestraße in Karlsruhe ihren Namen trägt. 1803 wurde Becker zum ersten Karlsruher Galeriedirektor ernannt.
Er war ein korrekter Zeichner und verband klares Formgefühl mit eleganter Behandlung, während er sich in der malerischen Technik nicht völlig über das Dilettantische erhob und sich wesentlich nur als Kopist älterer Meister auszeichnete. Er hat endlich einige Versuche in Radierung und Lithographie gemacht.
Das großherzogliche Kupferstichkabinett zu Karlsruhe besitzt von seiner Hand eine große Anzahl von Zeichnungen in Kreide, in Sepia und mit der Feder, Akte, Studien, Köpfe, Kopien, Zeichnungen nach der Antike.
In der fürstlichen Fürstenberg’schen Galerie zu Donaueschingen befinden sich mehrere gemalte Kopien und einige kleine Landschaften mit idyllischer Staffage von Beckers Hand.